# Peter Price (Bischof)
Peter Bryan Price (* 17. Mai 1944) ist ein britischer anglikanischer Geistlicher. Er war von 2001 bis 2013 Bischof von Bath und Wells.

## Leben
Er wurde als Lehrer ausgebildet und arbeitete als Lehrer, bis er am Oak Hill Theological College aufgenommen wurde. 1974 wurde er zum Diakon geweiht, 1975 wurde er zum Priester ordiniert. Er war zunächst vier Jahre im Kirchendienst an der Christ Church in Portsdown. Dann wurde er Kaplan bei der Scargill Community in North Yorkshire von 1978 bis 1980. Acht Jahre war er als Seelsorger an St Mary's in Addiscombe tätig, zunächst als leitender Priester und später als Vikar. Von 1988 bis 1991 war er Residentiary Canon und Kanzler der Southwark Cathedral.
Price wurde 1992 zum Generalsekretär der United Society for the Propagation of the Gospel (USPG) ernannt und besuchte mehr als 20 Staaten. Von 1997 bis 2001 war er Suffraganbischof von Kingston in der Diözese Southwark. 1999 wurde ihm das Nagelkreuz verliehen.
Peter Price wurde 2001 zum 77. Bischof von Bath und Wells ernannt. Als Geistlicher Lord war er von 2008 bis 2013 Mitglied des House of Lords. Ende Juni 2013 ging Price in den Ruhestand.
Er sprach regelmäßig im Rundfunk bei BBC World Service and Independent Radio in London und wirkte an einer Serie für BBC Radio 2 mit sowie bei Newsnight. Price hat mehrere Bücher geschrieben; zuletzt erschien 2002 Undersong - Listening to the Soul.

## Familie
Price ist seit 1967 mit Dee verheiratet und hat vier erwachsene Söhne.

## Titel/Anreden
- Mr Peter Price (1944–1975)
- The Revd. Peter Price (1975–1988)
- The Revd. Canon Peter Price (1988–1997)
- The Rt. Revd. Peter Price (seit 1997)